# Durfòrt (Tarn i Garona)
Durfòrt e la Capeleta (en francès Durfort-Lacapelette) és un municipi francès situat al departament de Tarn i Garona i a la regió d'Occitània.

## Demografia
| 1962                                       | 1968 | 1975 | 1982 | 1990 | 1999 | 2007 |
| ------------------------------------------ | ---- | ---- | ---- | ---- | ---- | ---- |
| 783                                        | 832  | 723  | 761  | 686  | 675  | 765  |
| Des de 1962: població sense dobles comptes |      |      |      |      |      |      |

## Administració
| Període   | Identitat            | Partit |
| --------- | -------------------- | ------ |
| 2001-2008 | Jean Claude Delcassé | PRG    |
| 2008-     | Dominique Pajot      |        |